# Minytrema
Genre
Minytrema est un genre de poissons téléostéens de la famille des Catostomidae et de l'ordre des Cypriniformes. Le genre Minytrema est mono-typique, c'est-à-dire qu'il n'est composé que d'une seule espèce, Minytrema melanops.

## Liste des espèces
Selon FishBase (13 juillet 2015):
- Minytrema melanops (Rafinesque, 1820)